# گتوی ورشو
گتوی ورشو (به آلمانی: Warschauer Ghetto) بزرگترین گتو در اروپا تحت اشغال نازی ها در طول جنگ جهانی دوم بود. این گتو در پایتخت لهستان در تاریخ ۱۶ نوامبر ۱۹۴۰ ساخته شد.از این گتو، حداقل ۲۵۴،۰۰۰ تن از ساکنان گتو، به اردوگاه مرگ تربلینکا در طول دو ماه در تابستان سال ۱۹۴۲ ارسال شدند.

## نگارخانه

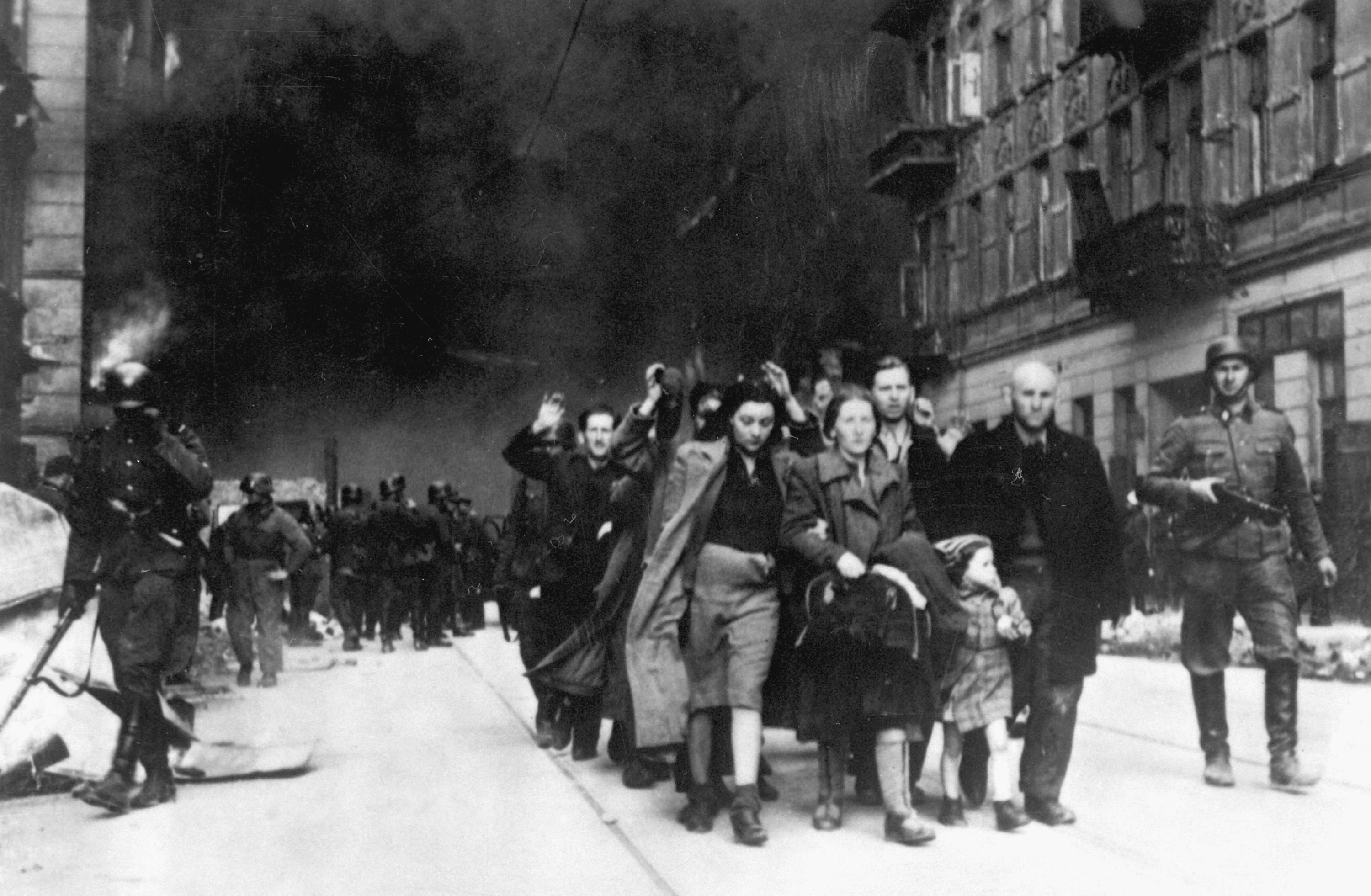
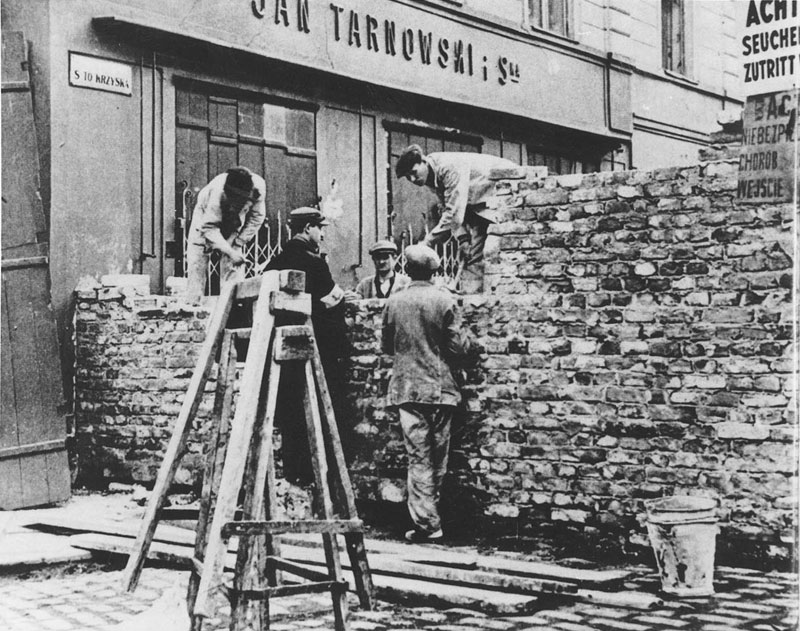
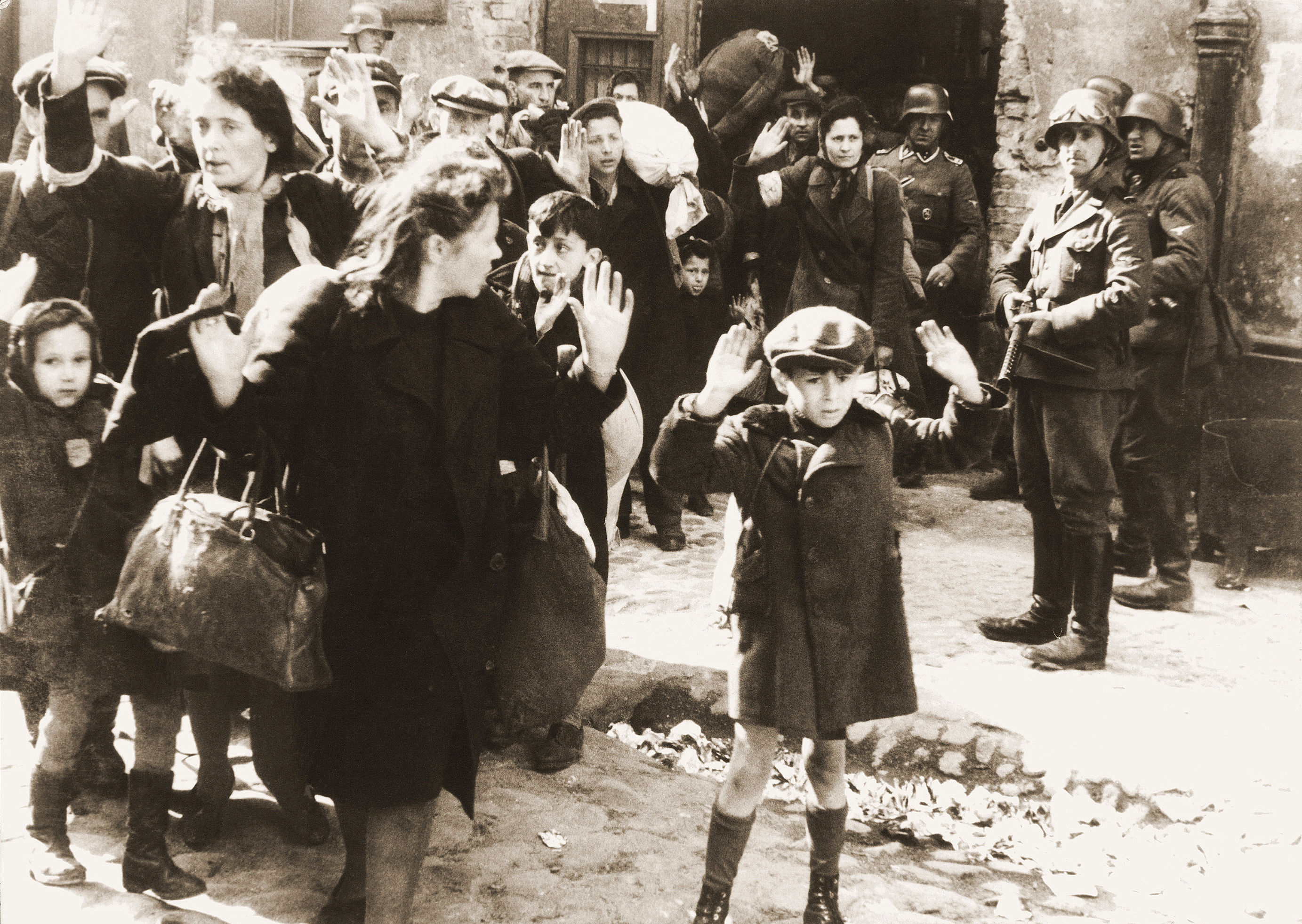
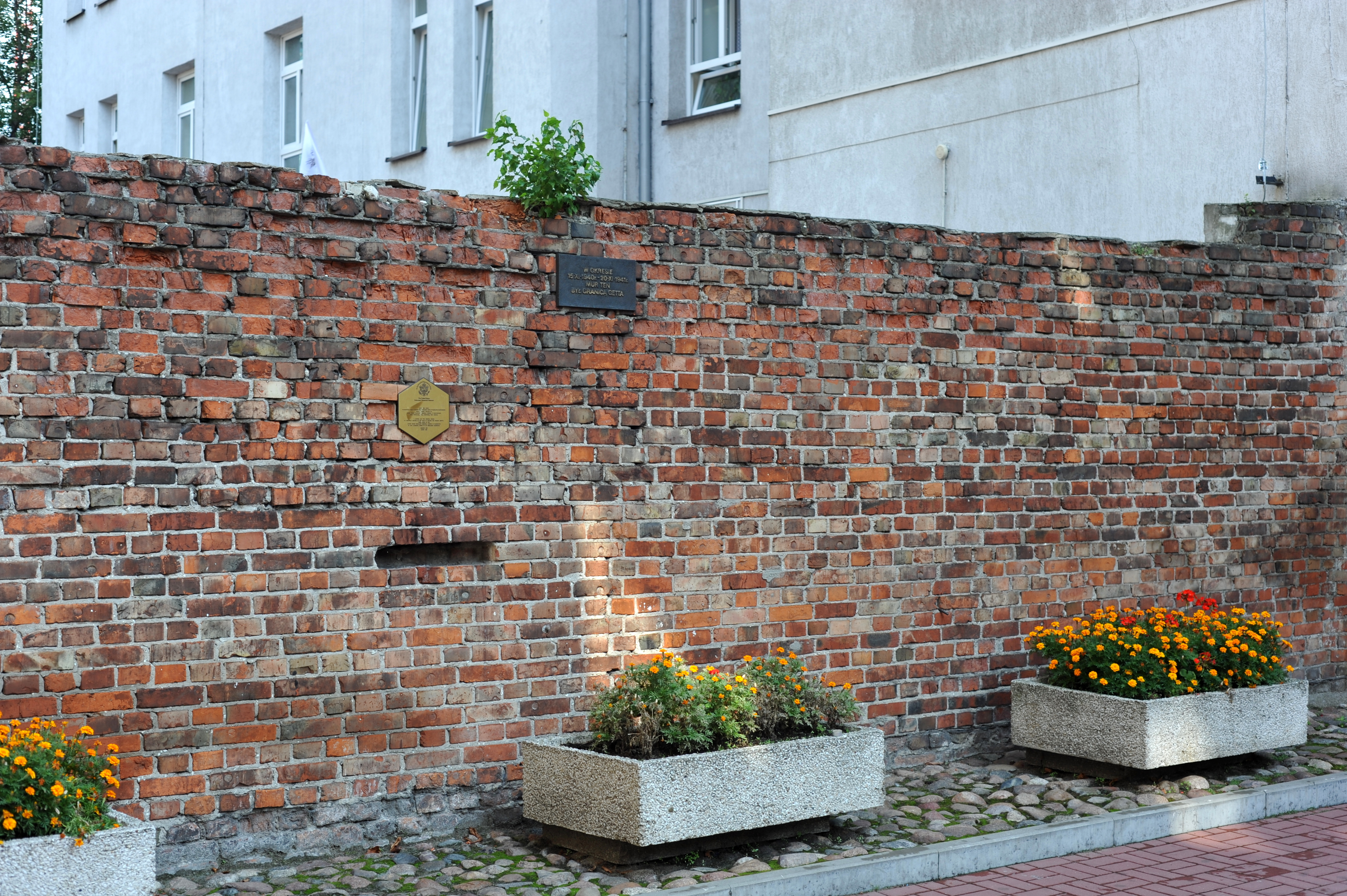